# Гіпотеза випадкового блукання
Гіпотеза випадкового блукання це фінансова теорія, яка стверджує, що ціни на фондовому ринку  змінюються згідно випадкового блукання (тобто зміни цін є випадковими випадковими) і, таким чином, не можуть бути передбачені.
Концепцію можна простежити до французького брокера Жуля Рено, який опублікував книгу в 1863 році, а потім до французького математика Луї Башельє чия докторська дисертація під назвою "Теорія Спекуляції" (1900) містила деякі визначні висновки та коментарі. Ці ж ідеї пізніше були розвинуті професором Школи менеджменту Слоуна Массачусетського технологічного інституту Полом Кутнером у його книзі 1964 року "Випадковий характер цін на фондовому ринку". Термін був популяризований у книзі 1973 року ""Випадкова прогулянка по Уолл-стріт"" Бертона Малкіеля, професора економіки Прінстонського університету, і використовувався раніше в статті Юджина Фами 1965 року "Випадкові блукання цін на фондовому ринку", яка була менш технічною версією його докторської дисертації. Теорія про те, що ціни на акції рухаються випадковим чином, була раніше запропонована Морісом Кендалом у його статті 1953 року "Аналіз економічних часових рядів, частина 1: Ціни".
Питання про те, чи є фінансові дані випадковим блуканням, все ще залишається актуальним і складним. Можна отримати один з двох можливих результатів: дані є випадковими блуканнями або не є такими. Для дослідження того, чи є спостережувані дані випадковим блуканням, були запропоновані деякі методи або підходи, наприклад, тести дисперсійного відношення, показний Херста та тестування сурогатних даних.

## Перевірка гіпотези

Перевірка гіпотези випадкового блукання шляхом збільшення або зменшення вартості фіктивної акції на основі парного/непарного значення десяткових дробів числа пі. Графік нагадує біржовий графік.

Бертон Гордон Малкіел, професор економіки Прінстонського університету і автор книги "Випадкова прогулянка по Уолл-стріт", провів тест, в якому його студенти отримали гіпотетичну акцію, яка спочатку коштувала п'ятдесят доларів. Ціна закриття акцій за кожен день визначалася шляхом підкидання монети. Якщо випадала решка, то ціна закривалася на півпункту вище, а якщо решка — на півпункту нижче. Таким чином, кожного разу ціна мала п'ятдесят на п'ятдесят шансів закритися вище або нижче, ніж у попередній день.  На основі тестів визначалися цикли або тренди. Потім Малкіел відніс результати у вигляді діаграм і графіків графіцисту, людині, яка "прагне передбачити майбутні рухи, намагаючись інтерпретувати минулі моделі, виходячи з припущення, що 'історія має тенденцію повторюватися'. Графіцист сказав Малкіелу, що їм потрібно негайно купити акції. Оскільки підкидання монети було випадковим, фіктивні акції не мали загальної тенденції. Малкіел стверджував, що це вказує на те, що ринок і акції можуть бути такими ж випадковими, як і підкидання монети.

## Ціноутворення активів з випадковим блуканням
Моделювання цін на активи за допомогою випадкового блукання має вигляд:
{\displaystyle S_{t+1}=S_{t}+\mu \Delta {t}S_{t}+\sigma {\sqrt {\Delta {t}}}S_{t}Y_{i}}
де
{\displaystyle \mu } це постійна дрейфу
{\displaystyle \sigma } це стандартне відхилення прибутковості
{\displaystyle \Delta {t}} зміна в часі
{\displaystyle Y_{i}} є н.о.р. випадковою величиною, що задовольняє {\displaystyle Y_{i}\sim N(0,1)}.

## Гіпотеза невипадкового блукання
Є й інші економісти, професори та інвестори, які вважають, що ринок є певною мірою передбачуваним. Ці люди вважають, що ціни можуть рухатися в тренді, і що вивчення минулих цін може бути використано для прогнозування майбутнього напрямку цін.(Плутається Випадковість та Незалежність)[прояснити: ком.] Були проведені деякі економічні дослідження, які підтримують цю точку зору, і була написана книга двома професорами економіки, які намагаються довести, що гіпотеза випадкового блукання є хибною.
Мартін Вебер, провідний дослідник у галузі поведінкових фінансів, провів багато тестів та досліджень щодо виявлення тенденцій на фондовому ринку. В одному зі своїх ключових досліджень він спостерігав за фондовим ринком протягом десяти років. Протягом цього періоду він розглядав ринкові ціни на предмет помітних тенденцій і виявив, що акції з високим зростанням цін у перші п'ять років, як правило, ставали менш ефективними протягом наступних п'яти років. Вебер та інші прихильники гіпотези невипадкового блукання наводять цей факт як ключовий фактор, що підтверджує та суперечить гіпотезі випадкового блукання.
Ще один тест, який провів Вебер, що суперечить гіпотезі випадкового блукання, полягав у тому, що акції, які були переглянуті в бік збільшення прибутку, випереджають інші акції протягом наступних шести місяців.  Маючи ці знання, інвестори можуть мати перевагу в прогнозуванні того, які акції виводити з ринку, а які — акції з підвищеним прогнозом — залишати. Дослідження Мартіна Вебера заперечують гіпотезу випадкового блукання, оскільки, за Вебером, існують тенденції та інші підказки для прогнозування фондового ринку.
Професори Ендрю В. Ло та Арчі Крейг МакКінлей, професори фінансів у Школі менеджменту Слоуна Массачусетського технологічного інституту та Університету Пенсильванії, відповідно, також представили докази, які, на їхню думку, свідчать про те, що гіпотеза випадкового блукання є хибною. У їхній книзі "Невипадкова прогулянка по Уолл-стріт" (A Non-Random Walk Down Wall Street) представлено низку тестів і досліджень, які, як повідомляється, підтверджують думку про те, що на фондовому ринку існують тенденції, і що фондовий ринок є певною мірою передбачуваним.
Одним з елементів їх доведення є простий специфікаційний тест на основі волатильності, який має нульову гіпотезу, що стверджує:
{\displaystyle X_{t}=\mu +X_{t-1}+\epsilon _{t}\,}
де
{\displaystyle X_{t}} це значення ціни активу на момент часу {\displaystyle t}
{\displaystyle \mu } це постійна дрейфу
{\displaystyle \epsilon _{t}} член випадкового збурення, де {\displaystyle \mathbb {E} [\epsilon _{t}]=0} та {\displaystyle \mathbb {E} [\epsilon _{t}\epsilon _{\tau }]=0} для {\displaystyle \tau \neq t} (це означає, що {\displaystyle \tau } та {\displaystyle t} є незалежними, оскільки {\displaystyle \mathbb {E} [\epsilon _{t}\epsilon _{\tau }]=\mathbb {E} [\epsilon _{t}]\mathbb {E} [\epsilon _{\tau }]}).
Для спростування гіпотези вони порівнюють дисперсію {\displaystyle (X_{t}-X_{t+\tau })} для різних {\displaystyle \tau } і порівнюють результати з тим, що можна було б очікувати для некорельованих {\displaystyle \epsilon _{t}}. Ло та МакКінлей написали статтю, Гіпотеза адаптивного ринку, яка пропонує інший погляд на передбачуваність цінових змін.
Пітер Лінч, менеджер взаємного фонду Fidelity Investments, стверджує, що гіпотеза випадкового блукання суперечить гіпотезі ефективного ринку — хоча обидві концепції широко викладаються в бізнес-школах без видимого усвідомлення протиріччя. Якщо ціни на активи є раціональними і базуються на всіх наявних даних, як пропонує гіпотеза ефективного ринку, то коливання цін на активи не є випадковими. Але якщо гіпотеза випадкового блукання справедлива, то ціни на активи не є раціональними, як це передбачає гіпотеза ефективного ринку.